# Mikalay Yanush
Mikalay Mikalaïevitch Yanush (biélorusse : Мікалай Мікалаевіч Януш) né le 9 septembre 1984, est un footballeur biélorusse évoluant au poste d'attaquant à l'Isloch Minsk Raion.

## Biographie

### En club
Mikalay Yanush inscrit plus de 100 buts dans le championnat de Biélorussie. Il marque 15 buts lors de la saison 2014 puis à nouveau 15 buts lors de la saison 2015, ce qui fait de lui le meilleur buteur du championnat.
Il participe à plusieurs reprises aux tours préliminaires de la Ligue Europa.

### En équipe nationale
Il joue son premier match en équipe de Biélorussie le 30 mars 2015, en amical contre le Gabon (score : 0-0 à Belek).

## Statistiques
| Saison                | Club                  | Championnat           | Championnat | Championnat | Coupe(s) nationale(s) | Coupe(s) nationale(s) | Compétition(s) continentale(s) | Compétition(s) continentale(s) | Compétition(s) continentale(s) | Total | Total |
| Saison                | Club                  | Division              | M.          | B.          | M.                    | B.                    | Comp.                          | M.                             | B.                             | M.    | B.    |
| 2001                  | Granit Mikachevitchy  | D2                    | 11          | 0           | -                     | -                     | -                              | -                              | -                              | 11    | 0     |
| 2002                  | Granit Mikachevitchy  | D2                    | 23          | 0           | -                     | -                     | -                              | -                              | -                              | 23    | 0     |
| 2003                  | Granit Mikachevitchy  | D2                    | 16          | 5           | -                     | -                     | -                              | -                              | -                              | 16    | 5     |
| 2004                  | Granit Mikachevitchy  | D2                    | 29          | 4           | -                     | -                     | -                              | -                              | -                              | 29    | 4     |
| 2005                  | Granit Mikachevitchy  | D2                    | 29          | 10          | -                     | -                     | -                              | -                              | -                              | 29    | 10    |
| 2006                  | Granit Mikachevitchy  | D2                    | 25          | 7           | 2                     | 2                     | -                              | -                              | -                              | 27    | 9     |
| 2007                  | Granit Mikachevitchy  | D2                    | 25          | 12          | -                     | -                     | -                              | -                              | -                              | 25    | 12    |
| 2008                  | Granit Mikachevitchy  | D1                    | 19          | 7           | 1                     | 1                     | -                              | -                              | -                              | 20    | 8     |
| 2009                  | Granit Mikachevitchy  | D1                    | 26          | 5           | 4                     | 0                     | -                              | -                              | -                              | 30    | 5     |
| Sous-total            | Sous-total            | Sous-total            | 203         | 50          | 7                     | 3                     | -                              | -                              | -                              | 210   | 53    |
| 2010                  | Dinamo Brest          | D1                    | 28          | 10          | 1                     | 1                     | -                              | -                              | -                              | 29    | 11    |
| 2011                  | Dinamo Brest          | D1                    | 7           | 0           | 3                     | 1                     | -                              | -                              | -                              | 10    | 1     |
| Sous-total            | Sous-total            | Sous-total            | 35          | 10          | 4                     | 2                     | -                              | -                              | -                              | 39    | 12    |
| 2012                  | Chakhtior Salihorsk   | D1                    | 22          | 8           | 2                     | 2                     | -                              | -                              | -                              | 24    | 10    |
| 2013                  | Chakhtior Salihorsk   | D1                    | 28          | 6           | 1                     | 0                     | C3                             | 2                              | 0                              | 31    | 6     |
| 2014                  | Chakhtior Salihorsk   | D1                    | 28          | 15          | 3                     | 0                     | C3                             | 6                              | 3                              | 37    | 18    |
| 2015                  | Chakhtior Salihorsk   | D1                    | 25          | 15          | 8                     | 5                     | C3                             | 4                              | 1                              | 37    | 21    |
| 2016                  | Chakhtior Salihorsk   | D1                    | 24          | 12          | 3                     | 0                     | C3                             | 2                              | 0                              | 29    | 12    |
| 2017                  | Chakhtior Salihorsk   | D1                    | 26          | 5           | 7                     | 4                     | C3                             | 2                              | 0                              | 35    | 9     |
| 2019                  | Chakhtior Salihorsk   | D1                    | 25          | 11          | 6                     | 2                     | C3                             | 5                              | 1                              | 36    | 14    |
| Sous-total            | Sous-total            | Sous-total            | 178         | 72          | 30                    | 13                    | -                              | 21                             | 5                              | 229   | 90    |
| 2018                  | Nioman Hrodna (prêt)  | D1                    | 28          | 4           | 2                     | 0                     | -                              | -                              | -                              | 30    | 4     |
| Total sur la carrière | Total sur la carrière | Total sur la carrière | 444         | 136         | 43                    | 18                    | -                              | 21                             | 5                              | 508   | 159   |

## Palmarès
- Championnat de Biélorussie
  - Vice-champion en 2012, 2013 et 2016 avec le Chakhtior Soligorsk

- Coupe de Biélorussie
  - Vainqueur en 2014 avec le Chakhtior Soligorsk

- Meilleur buteur du Championnat de Biélorussie
  - 2014 (15 buts) et 2015 (15 buts)